# キタキツネ
キタキツネ（北狐、Vulpes vulpes schrencki）は、北半球に広く分布するアカギツネの亜種。日本では北海道・樺太および周辺島嶼に生息する。
名称「北狐」（きたきつね）は、1924年（大正13年）に岸田久吉が樺太に生息する本種に対して命名したものだが、その後に北海道と千島列島南部に生息する本種も「北狐」と呼称されるようになった。アイヌ語ではチロンヌㇷ゚（cironnup）、スマリ（sumari）、キモッペ（kimotpe）、フレㇷ゚（hurep）などの名称がある。
1978年（昭和53年）公開のドキュメンタリー映画『キタキツネ物語』でよく知られるようになった。

## 形態
同じくアカギツネの亜種で、本州・四国・九州に生息するホンドギツネよりも全体的にやや大きく、耳の裏と四肢の足首の部分が黒い。 大陸系のアカギツネと相似点が多い。
歯数は、切歯が上6本下6本、犬歯が上2本下2本、小臼歯が上8本下8本、大臼歯が上4本下6本、合計42本。乳頭数は、胸部1対、腹部2対、鼠径部1対、合計8個（7 - 10個の個体例あり）。指趾数（指の数）は、前肢が5本、後肢が4本、合計18本。

## 生態
北海道の平地から高山帯まで、広く生息している。青森県にも多くの目撃例があり、青函トンネルを越えてきたと考えられている。土手などに穴を掘り、巣穴とする。穴は通気用や非常口など多数作られる。巣を複数持ち、子の成長と共に、何週間かおきに移動する。ネズミや鳥類、昆虫、ヘビなどの爬虫類、エゾシマリス、エゾリスなどを主に食べる。エゾユキウサギを捕食できることは滅多にないが、短期間で十匹近くものエゾユキウサギを捕食した個体も確認されている。秋には果実や木の実、キノコや秋鮭も食べる。人間の近くに住む場合は、住宅街に出てきてエサを探したり、犬や猫のエサを食べることがある。観光地では、昼間に路上を歩いて観光客に餌をねだったり、ごみ捨て場の残飯や牧場で出産時に捨てられた牛の胎盤を餌とする個体もいる。道路傍で餌を待ち、車に轢かれる事も多い。
発情期は冬に行われる。1月 - 3月の間では、ユキウサギやエゾリスと同じく、雪の中をペアで追いかけ合う姿がよく見られる。哺乳類の中では珍しく、雄も子育てを手伝う。毎年同じ相手と連れ添うとされているが、年中共にいるわけではなく、基本単独行動である。稀に前年の子が親の元へ里帰りし子を産んだという事例や、身内数匹で子育てを協力したという話もある。
雪解けが終り、暖かくなる4月 - 6月の期間に子供を産み、秋の終わり頃に親が子を縄張りから追い出す子別れをする。早くに子を産んだ個体であれば、晩夏に親離れした若狐が見られる事もある。
鳴き声は人間の叫び声に似ているとされたり、犬の鳴き声に似ているとされたりする。

## エキノコックス

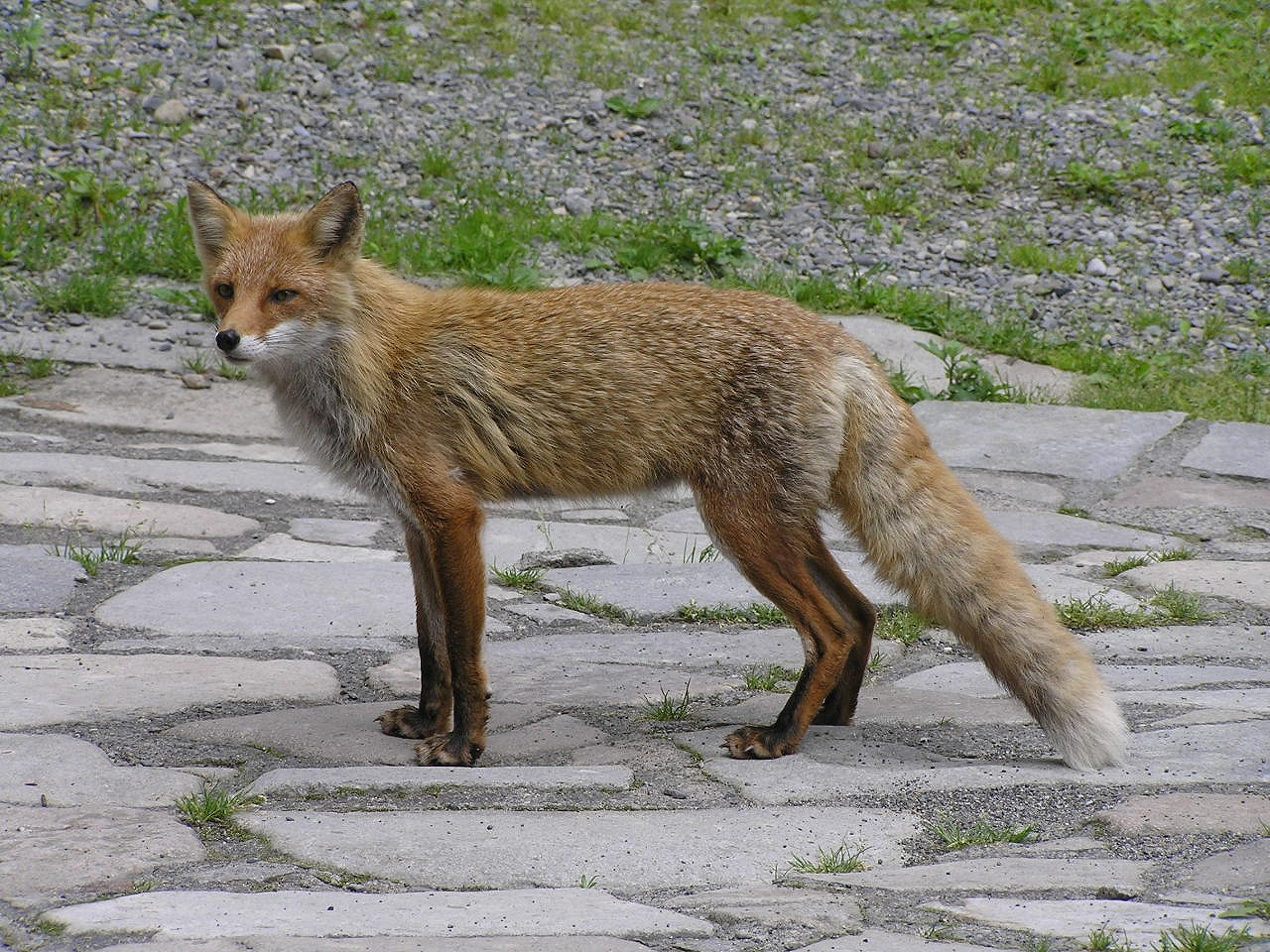
北海道・菅野温泉（かんのおんせん）玄関のキタキツネ

キツネ、キタキツネは近代以降にアリューシャン列島の養殖ギンギツネを経由して北海道へ拡大した寄生虫のエキノコックスの終宿主となることがある。（北海道のキタキツネと野ネズミの間で感染が維持されるエキノコックス症は多包条虫によるものであり、世界的に家畜（牛・羊など）とイヌなどの間で感染がみられる単包条虫とは別種である。）キツネの糞便とともに排泄されたエキノコックス虫卵が人間に摂取されると、幼虫が寄生しエキノコックス症を引き起こす。早期に発見すれば治療可能だが、発見の遅れや手術の難しい部位への寄生など、最悪の場合死に至る可能性もある。
1999年頃より、駆虫薬を野生のキタキツネに摂取させることで感染率の低下を図る活動が行われている。

## キタキツネと人間の関わり
野生動物であるキタキツネは、本来ならば人間から食べ物を与えられない状態で頭数のバランスがとれており、人間が干渉することでキタキツネのみならず、その生息環境に悪影響が出ると考えられている。他方ではキタキツネの体表面や糞などを媒介とするエキノコックス症への感染も問題視されており、北海道では餌付けを含めキタキツネに干渉しないよう・生息域で感染の恐れがある行為をしないよう呼び掛けている。これらでは旅行で持ちこまれたペットなどへ、逆にペットからキタキツネへのその他の病気の伝染も危惧される。近年室内飼いが一般的になった為、通常家庭のペットから感染することはごく稀である。ネズミの死骸や狐の糞を食べた場合は感染リスクが高まるとされている。
餌付けによるキタキツネの人馴れ化は、その行動にも変化を与えている。例えば、知床国立公園のキタキツネは観光シーズンの終わった4月前後には、なわばりを離れてウトロ市街まで人間の餌を求めて遠征していることが確認されている。また、1980年代以降、札幌などの都市部の緑地にキタキツネが定住するようになり、苦情や交通事故などのトラブルが生じている。